# Stellifer griseus
Stellifer griseus és una espècie de peix de la família dels esciènids i de l'ordre dels perciformes.

## Morfologia
- Els mascles poden assolir 18,1 cm de longitud total.[4][5]

## Hàbitat
És un peix marí, de clima tropical i demersal que viu fins als 50 m de fondària.

## Distribució geogràfica
Es troba a l'Atlàntic occidental: al llarg de les costes de Colòmbia, Veneçuela i Trinitat i Tobago.

## Observacions
És inofensiu per als humans.